# Чёрный Лес (Смолевичский район)
Чёрный Лес (бел. Чорны Лес, транслит.: Čorny Lies) — деревня в Смолевичском районе Минской области Беларуси. Входит в состав Жодинского сельсовета.

## Географическое положение
Расположена в 6 км на юго-восток от Смолевичей, в 9 км на запад от Жодино, в 44 км на восток от Минска, в 4 и 7,5 км на юг и восток железнодорожных станций Красное Знамя и Барсуки.

## История
До 28 июля 1966 года деревня входила в состав Плисского сельсовета, до 2008 года — находилась в районным подчинении.

## Население
- 1909 — 8 дворов, 77 жителей[2]
- 2009 — 22 жителя[2]
- 2021 — 17 дворов[2]

## Климат
Климат здесь умеренный, с теплым летом и мягкой зимой. Средняя температура января минус 6,8 °С, июля плюс 17,5 °С. Зимой дуют южные ветры, а летом восточные и северо-восточные. Средняя скорость ветра 3 м/с. Годовое количество осадков 550-650 мм.